# Евангелос Диамандопулос
Ева̀нгелос (Вангелис) Перикли Диамандопулос (на гръцки: Ευάγγελος (Βαγγέλης) Περικλή Διαμαντόπουλος) е гръцки политик от Коалиция на радикалната левица.

## Биография
Роден е в 1980 година в хрупищкото село Витан. Работи като телекомуникационен техник и работи в инсталирането на цифрови центрове в Йовел, Ериксон Елас, а от 2006 г. в Гръцката телекомуникационна компания. На изборите на 17 юни 2012 г. е избран за депутат от Костур от Коалицията на радикалната левица. По-късно е избран и през януари 2015 година, но през август е сред напусналите СИРИЗА депутати, образували партията Народно единство. Диамандопулос се описва като „анархист“ и често е критикуван от политически противници и от съпартийци.